# Josep Ayala
Josep Manel Ayala Diaz (Sant Julià de Lòria, 8 aprile 1980) è un ex calciatore andorrano, di ruolo centrocampista.

## Carriera

### Club
Ha iniziato la propria carriera nelle file del FC Andorra. Nella stagione 2002-2003 ha giocato al FC Santa Coloma, mentre la stagione successiva è tornato al FC Andorra. Nel 2004 si è trasferito nuovamente al FC Santa Coloma. Nella stagione 2005-2006 ha giocato in Francia, nelle file del Luzenac, per poi tornare al FC Santa Coloma nella stagione successiva. Nell'estate 2008 si è trasferito al Binéfar, club spagnolo. Nel gennaio 2009 ha fatto ritorno in patria, al FC Andorra. La stagione successiva ha nuovamente giocato nelle file del FC Santa Coloma. Il 4 agosto 2010 ha fatto ritorno al FC Andorra. Il 19 dicembre 2014 ha rescisso il proprio contratto con il FC Andorra ed è passato all'UE Santa Coloma. Il 27 giugno 2017 è stato annunciato il suo trasferimento all'Inter Escaldes, club con cui ha concluso la propria carriera da calciatore nel 2019.

### Nazionale
Ha debuttato in Nazionale il 27 marzo 2002, nell'amichevole Malta-Andorra (1-1), subentrando ad Emiliano González al minuto 77. Ha messo a segno la sua unica rete con la maglia della selezione andorrana il 9 febbraio 2011, nell'amichevole Andorra-Moldavia (1-2), siglando il gol del momentaneo 1-0 al minuto 52. È sceso in campo, con la selezione andorrana, alle qualificazioni ai Mondiali 2006, 2010, 2014, 2018 e nelle qualificazioni agli Europei 2004, 2008, 2012 e 2016. Ha totalizzato, con la selezione andorrana, 84 presenze e una rete, risultando settimo nella classifica dei calciatori con più presenze nella storia della selezione andorrana.

## Statistiche

### Cronologia presenze e reti in nazionale
| Cronologia completa delle presenze e delle reti in nazionale ― Andorra | Cronologia completa delle presenze e delle reti in nazionale ― Andorra | Cronologia completa delle presenze e delle reti in nazionale ― Andorra | Cronologia completa delle presenze e delle reti in nazionale ― Andorra | Cronologia completa delle presenze e delle reti in nazionale ― Andorra | Cronologia completa delle presenze e delle reti in nazionale ― Andorra | Cronologia completa delle presenze e delle reti in nazionale ― Andorra | Cronologia completa delle presenze e delle reti in nazionale ― Andorra |
| Data                                                                   | Città                                                                  | In casa                                                                | Risultato                                                              | Ospiti                                                                 | Competizione                                                           | Reti                                                                   | Note                                                                   |
| ---------------------------------------------------------------------- | ---------------------------------------------------------------------- | ---------------------------------------------------------------------- | ---------------------------------------------------------------------- | ---------------------------------------------------------------------- | ---------------------------------------------------------------------- | ---------------------------------------------------------------------- | ---------------------------------------------------------------------- |
| 27-3-2002                                                              | Medina                                                                 | Malta                                                                  | 1 – 1                                                                  | Andorra                                                                | Amichevole                                                             | -                                                                      | 77’                                                                    |
| 21-8-2002                                                              | Reykjavik                                                              | Islanda                                                                | 3 – 0                                                                  | Andorra                                                                | Amichevole                                                             | -                                                                      | 60’                                                                    |
| 12-10-2002                                                             | Andorra la Vella                                                       | Andorra                                                                | 0 – 1                                                                  | Belgio                                                                 | Qual. Euro 2004                                                        | -                                                                      |                                                                        |
| 16-10-2002                                                             | Sofia                                                                  | Bulgaria                                                               | 2 – 1                                                                  | Andorra                                                                | Qual. Euro 2004                                                        | -                                                                      | 22’                                                                    |
| 2-4-2003                                                               | Varaždin                                                               | Croazia                                                                | 2 – 0                                                                  | Andorra                                                                | Qual. Euro 2004                                                        | -                                                                      |                                                                        |
| 30-4-2003                                                              | Andorra la Vella                                                       | Andorra                                                                | 0 – 2                                                                  | Estonia                                                                | Qual. Euro 2004                                                        | -                                                                      | 35’ 90’                                                                |
| 11-6-2003                                                              | Gent                                                                   | Belgio                                                                 | 3 – 0                                                                  | Andorra                                                                | Qual. Euro 2004                                                        | -                                                                      |                                                                        |
| 13-6-2003                                                              | Andorra la Vella                                                       | Andorra                                                                | 0 – 2                                                                  | Gabon                                                                  | Amichevole                                                             | -                                                                      |                                                                        |
| 6-9-2003                                                               | Andorra la Vella                                                       | Andorra                                                                | 0 – 3                                                                  | Croazia                                                                | Qual. Euro 2004                                                        | -                                                                      |                                                                        |
| 10-9-2003                                                              | Andorra la Vella                                                       | Andorra                                                                | 0 – 3                                                                  | Bulgaria                                                               | Qual. Euro 2004                                                        | -                                                                      | 80’                                                                    |
| 28-5-2004                                                              | Montpellier                                                            | Francia                                                                | 4 – 0                                                                  | Andorra                                                                | Amichevole                                                             | -                                                                      | 57’ 74’                                                                |
| 5-6-2004                                                               | Getafe                                                                 | Spagna                                                                 | 4 – 0                                                                  | Andorra                                                                | Amichevole                                                             | -                                                                      |                                                                        |
| 4-9-2004                                                               | Tampere                                                                | Finlandia                                                              | 3 – 0                                                                  | Andorra                                                                | Qual. Mondiali 2006                                                    | -                                                                      |                                                                        |
| 8-9-2004                                                               | Andorra la Vella                                                       | Andorra                                                                | 1 – 5                                                                  | Romania                                                                | Qual. Mondiali 2006                                                    | -                                                                      | 14’                                                                    |
| 17-11-2004                                                             | Barcellona                                                             | Andorra                                                                | 0 – 3                                                                  | Paesi Bassi                                                            | Qual. Mondiali 2006                                                    | -                                                                      | 79’                                                                    |
| 26-3-2005                                                              | Yerevan                                                                | Armenia                                                                | 2 – 1                                                                  | Andorra                                                                | Qual. Mondiali 2006                                                    | -                                                                      |                                                                        |
| 30-3-2005                                                              | Andorra la Vella                                                       | Andorra                                                                | 0 – 4                                                                  | Rep. Ceca                                                              | Qual. Mondiali 2006                                                    | -                                                                      | 59’                                                                    |
| 4-6-2005                                                               | Liberec                                                                | Rep. Ceca                                                              | 8 – 1                                                                  | Andorra                                                                | Qual. Mondiali 2006                                                    | -                                                                      | 10’                                                                    |
| 17-8-2005                                                              | Constanța                                                              | Romania                                                                | 2 – 0                                                                  | Andorra                                                                | Qual. Mondiali 2006                                                    | -                                                                      | 31’                                                                    |
| 7-9-2005                                                               | Eindhoven                                                              | Paesi Bassi                                                            | 4 – 0                                                                  | Andorra                                                                | Qual. Mondiali 2006                                                    | -                                                                      |                                                                        |
| 12-10-2005                                                             | Andorra la Vella                                                       | Andorra                                                                | 0 – 3                                                                  | Armenia                                                                | Qual. Mondiali 2006                                                    | -                                                                      |                                                                        |
| 16-8-2006                                                              | Minsk                                                                  | Bielorussia                                                            | 0 – 3                                                                  | Andorra                                                                | Amichevole                                                             | -                                                                      | 60’                                                                    |
| 2-9-2006                                                               | Manchester                                                             | Inghilterra                                                            | 5 – 0                                                                  | Andorra                                                                | Qual. Euro 2008                                                        | -                                                                      |                                                                        |
| 6-9-2006                                                               | Nijmegen                                                               | Israele                                                                | 4 – 1                                                                  | Andorra                                                                | Qual. Euro 2008                                                        | -                                                                      | 48’                                                                    |
| 7-10-2006                                                              | Zagabria                                                               | Croazia                                                                | 7 – 0                                                                  | Andorra                                                                | Qual. Euro 2008                                                        | -                                                                      |                                                                        |
| 11-10-2006                                                             | Andorra la Vella                                                       | Andorra                                                                | 0 – 3                                                                  | Macedonia                                                              | Qual. Euro 2008                                                        | -                                                                      |                                                                        |
| 7-2-2007                                                               | Andorra la Vella                                                       | Andorra                                                                | 0 – 0                                                                  | Armenia                                                                | Amichevole                                                             | -                                                                      |                                                                        |
| 28-3-2007                                                              | Barcellona                                                             | Andorra                                                                | 0 – 3                                                                  | Inghilterra                                                            | Qual. Euro 2008                                                        | -                                                                      |                                                                        |
| 2-6-2007                                                               | San Pietroburgo                                                        | Russia                                                                 | 4 – 0                                                                  | Andorra                                                                | Qual. Euro 2008                                                        | -                                                                      |                                                                        |
| 6-6-2007                                                               | Andorra la Vella                                                       | Andorra                                                                | 0 – 2                                                                  | Israele                                                                | Qual. Euro 2008                                                        | -                                                                      |                                                                        |
| 22-8-2007                                                              | Tallinn                                                                | Estonia                                                                | 2 – 1                                                                  | Andorra                                                                | Qual. Euro 2008                                                        | -                                                                      | 90’                                                                    |
| 12-9-2007                                                              | Andorra la Vella                                                       | Andorra                                                                | 0 – 6                                                                  | Croazia                                                                | Qual. Euro 2008                                                        | -                                                                      |                                                                        |
| 17-10-2007                                                             | Skopje                                                                 | Macedonia                                                              | 3 – 0                                                                  | Andorra                                                                | Qual. Euro 2008                                                        | -                                                                      |                                                                        |
| 17-11-2007                                                             | Andorra la Vella                                                       | Andorra                                                                | 0 – 2                                                                  | Estonia                                                                | Qual. Euro 2008                                                        | -                                                                      | 65’                                                                    |
| 26-3-2008                                                              | Andorra la Vella                                                       | Andorra                                                                | 0 – 3                                                                  | Lettonia                                                               | Amichevole                                                             | -                                                                      | 89’                                                                    |
| 4-6-2008                                                               | Andorra la Vella                                                       | Andorra                                                                | 1 – 2                                                                  | Azerbaigian                                                            | Amichevole                                                             | -                                                                      |                                                                        |
| 20-8-2008                                                              | Almaty                                                                 | Kazakistan                                                             | 3 – 0                                                                  | Andorra                                                                | Qual. Mondiali 2010                                                    | -                                                                      | 15’                                                                    |
| 6-9-2008                                                               | Barcellona                                                             | Andorra                                                                | 0 – 2                                                                  | Inghilterra                                                            | Qual. Mondiali 2010                                                    | -                                                                      |                                                                        |
| 10-9-2008                                                              | Andorra la Vella                                                       | Andorra                                                                | 1 – 3                                                                  | Bielorussia                                                            | Qual. Mondiali 2010                                                    | -                                                                      | 9’                                                                     |
| 15-10-2008                                                             | Zagabria                                                               | Croazia                                                                | 4 – 0                                                                  | Andorra                                                                | Qual. Mondiali 2010                                                    | -                                                                      | 56’                                                                    |
| 11-2-2009                                                              | Albufeira                                                              | Andorra                                                                | 1 – 3                                                                  | Lituania                                                               | Amichevole                                                             | -                                                                      | 60’                                                                    |
| 6-6-2009                                                               | Hrodna                                                                 | Bielorussia                                                            | 5 – 1                                                                  | Andorra                                                                | Qual. Mondiali 2010                                                    | -                                                                      |                                                                        |
| 10-6-2009                                                              | Londra                                                                 | Inghilterra                                                            | 6 – 0                                                                  | Andorra                                                                | Qual. Mondiali 2010                                                    | -                                                                      |                                                                        |
| 5-9-2009                                                               | Kiev                                                                   | Ucraina                                                                | 5 – 0                                                                  | Andorra                                                                | Qual. Mondiali 2010                                                    | -                                                                      | 90+4’                                                                  |
| 9-9-2009                                                               | Andorra la Vella                                                       | Andorra                                                                | 1 – 3                                                                  | Kazakistan                                                             | Qual. Mondiali 2010                                                    | -                                                                      |                                                                        |
| 14-10-2009                                                             | Andorra la Vella                                                       | Andorra                                                                | 0 – 6                                                                  | Ucraina                                                                | Qual. Mondiali 2010                                                    | -                                                                      |                                                                        |
| 29-5-2010                                                              | Reykjavik                                                              | Islanda                                                                | 4 – 0                                                                  | Andorra                                                                | Amichevole                                                             | -                                                                      |                                                                        |
| 2-6-2010                                                               | Tirana                                                                 | Albania                                                                | 1 – 0                                                                  | Andorra                                                                | Amichevole                                                             | -                                                                      |                                                                        |
| 11-8-2010                                                              | Larnaca                                                                | Cipro                                                                  | 1 – 0                                                                  | Andorra                                                                | Amichevole                                                             | -                                                                      | 64’                                                                    |
| 3-9-2010                                                               | Andorra la Vella                                                       | Andorra                                                                | 0 – 2                                                                  | Russia                                                                 | Qual. Euro 2012                                                        | -                                                                      | 20’                                                                    |
| 7-9-2010                                                               | Dublino                                                                | Irlanda                                                                | 3 – 1                                                                  | Andorra                                                                | Qual. Euro 2012                                                        | -                                                                      | 71’                                                                    |
| 8-10-2010                                                              | Yerevan                                                                | Armenia                                                                | 4 – 0                                                                  | Andorra                                                                | Qual. Euro 2012                                                        | -                                                                      |                                                                        |
| 12-10-2010                                                             | Yerevan                                                                | Armenia                                                                | 4 – 0                                                                  | Andorra                                                                | Qual. Euro 2012                                                        | -                                                                      |                                                                        |
| 9-2-2011                                                               | Lagos                                                                  | Andorra                                                                | 1 – 2                                                                  | Moldavia                                                               | Amichevole                                                             | 1                                                                      |                                                                        |
| 26-3-2011                                                              | Andorra la Vella                                                       | Andorra                                                                | 0 – 1                                                                  | Slovacchia                                                             | Qual. Euro 2012                                                        | -                                                                      | 81’                                                                    |
| 4-6-2011                                                               | Bratislava                                                             | Slovacchia                                                             | 1 – 0                                                                  | Andorra                                                                | Qual. Euro 2012                                                        | -                                                                      | 16’                                                                    |
| 2-9-2011                                                               | Andorra la Vella                                                       | Andorra                                                                | 0 – 3                                                                  | Armenia                                                                | Qual. Euro 2012                                                        | -                                                                      | 87’                                                                    |
| 6-9-2011                                                               | Skopje                                                                 | Macedonia                                                              | 1 – 0                                                                  | Andorra                                                                | Qual. Euro 2012                                                        | -                                                                      |                                                                        |
| 7-10-2011                                                              | Andorra la Vella                                                       | Andorra                                                                | 0 – 2                                                                  | Irlanda                                                                | Qual. Euro 2012                                                        | -                                                                      | 66’                                                                    |
| 30-5-2012                                                              | Kelsterbach                                                            | Azerbaigian                                                            | 0 – 0                                                                  | Andorra                                                                | Amichevole                                                             | -                                                                      |                                                                        |
| 2-6-2012                                                               | Varsavia                                                               | Polonia                                                                | 4 – 0                                                                  | Andorra                                                                | Amichevole                                                             | -                                                                      | 44’                                                                    |
| 14-8-2012                                                              | Vaduz                                                                  | Liechtenstein                                                          | 1 – 0                                                                  | Andorra                                                                | Amichevole                                                             | -                                                                      | 46’                                                                    |
| 11-9-2012                                                              | Bucarest                                                               | Romania                                                                | 4 – 0                                                                  | Andorra                                                                | Qual. Mondiali 2014                                                    | -                                                                      |                                                                        |
| 12-10-2012                                                             | Rotterdam                                                              | Paesi Bassi                                                            | 3 – 0                                                                  | Andorra                                                                | Qual. Mondiali 2014                                                    | -                                                                      |                                                                        |
| 16-10-2012                                                             | Andorra la Vella                                                       | Andorra                                                                | 0 – 1                                                                  | Estonia                                                                | Qual. Mondiali 2014                                                    | -                                                                      | 60’ 77’                                                                |
| 14-11-2012                                                             | Sant Julià de Lòria                                                    | Andorra                                                                | 0 – 2                                                                  | Islanda                                                                | Amichevole                                                             | -                                                                      |                                                                        |
| 22-3-2013                                                              | Andorra la Vella                                                       | Andorra                                                                | 0 – 2                                                                  | Turchia                                                                | Qual. Mondiali 2014                                                    | -                                                                      | 77’                                                                    |
| 26-3-2013                                                              | Tallinn                                                                | Estonia                                                                | 2 – 0                                                                  | Andorra                                                                | Qual. Mondiali 2014                                                    | -                                                                      |                                                                        |
| 14-8-2013                                                              | Chișinău                                                               | Moldavia                                                               | 1 – 1                                                                  | Andorra                                                                | Amichevole                                                             | -                                                                      | 57’ 89’                                                                |
| 6-9-2013                                                               | Kayseri                                                                | Turchia                                                                | 5 – 0                                                                  | Andorra                                                                | Qual. Mondiali 2014                                                    | -                                                                      | 80’                                                                    |
| 10-9-2013                                                              | Andorra la Vella                                                       | Andorra                                                                | 0 – 2                                                                  | Paesi Bassi                                                            | Qual. Mondiali 2014                                                    | -                                                                      | 85’                                                                    |
| 11-10-2013                                                             | Andorra la Vella                                                       | Andorra                                                                | 0 – 4                                                                  | Romania                                                                | Qual. Mondiali 2014                                                    | -                                                                      | 20’                                                                    |
| 5-3-2014                                                               | Andorra la Vella                                                       | Andorra                                                                | 0 – 3                                                                  | Moldavia                                                               | Amichevole                                                             | -                                                                      | 46’                                                                    |
| 9-9-2014                                                               | Andorra la Vella                                                       | Andorra                                                                | 1 – 2                                                                  | Galles                                                                 | Qual. Euro 2016                                                        | -                                                                      | 86’                                                                    |
| 10-10-2014                                                             | Bruxelles                                                              | Belgio                                                                 | 6 – 0                                                                  | Andorra                                                                | Qual. Euro 2016                                                        | -                                                                      | 30’                                                                    |
| 13-10-2014                                                             | Andorra la Vella                                                       | Andorra                                                                | 1 – 4                                                                  | Israele                                                                | Qual. Euro 2016                                                        | -                                                                      | 40’                                                                    |
| 16-11-2014                                                             | Lefkosia                                                               | Cipro                                                                  | 5 – 0                                                                  | Andorra                                                                | Qual. Euro 2016                                                        | -                                                                      | 46’                                                                    |
| 12-6-2015                                                              | Andorra la Vella                                                       | Andorra                                                                | 1 – 3                                                                  | Cipro                                                                  | Qual. Euro 2016                                                        | -                                                                      | 37’ 60’                                                                |
| 6-9-2015                                                               | Zenica                                                                 | Bosnia ed Erzegovina                                                   | 3 – 0                                                                  | Andorra                                                                | Qual. Euro 2016                                                        | -                                                                      | 63’ 81’                                                                |
| 13-10-2015                                                             | Cardiff                                                                | Galles                                                                 | 2 – 0                                                                  | Andorra                                                                | Qual. Euro 2016                                                        | -                                                                      | 70’ 82’                                                                |
| 12-11-2015                                                             | Andorra la Vella                                                       | Andorra                                                                | 0 – 1                                                                  | Saint Kitts e Nevis                                                    | Amichevole                                                             | -                                                                      | 28’                                                                    |
| 28-3-2016                                                              | Medina                                                                 | Andorra                                                                | 0 – 1                                                                  | Moldavia                                                               | Amichevole                                                             | -                                                                      | 67’                                                                    |
| 1-6-2016                                                               | Tallinn                                                                | Estonia                                                                | 2 – 0                                                                  | Andorra                                                                | Amichevole                                                             | -                                                                      | 70’ 80’, 86’                                                           |
| 9-6-2017                                                               | Andorra la Vella                                                       | Andorra                                                                | 1 – 0                                                                  | Ungheria                                                               | Qual. Mondiali 2018                                                    | -                                                                      | 88’                                                                    |
| Totale                                                                 |                                                                        | Presenze (7º posto)                                                    | 84                                                                     |                                                                        | Reti                                                                   | 1                                                                      |                                                                        |